# Carel Nicolaas Storm van 's Gravesande

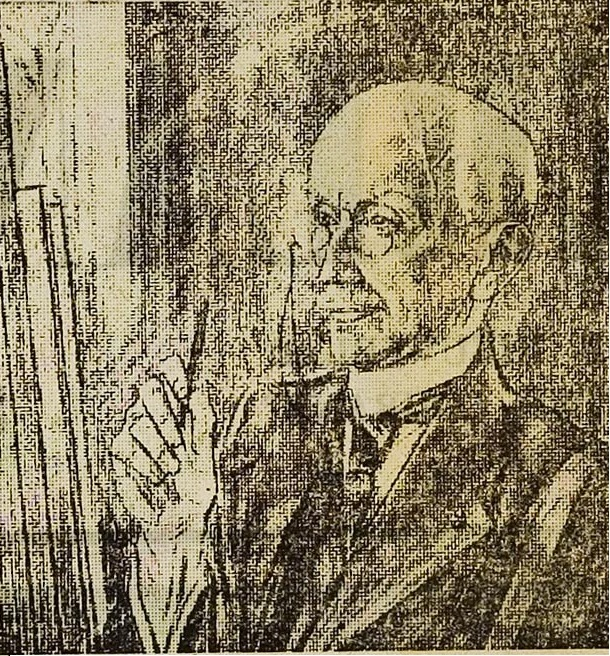
Carel Nicolaas Storm van 's-Gravesande door Jan Toorop

Carel Nicolaas Storm van 's Gravesande (Breda, 21 januari 1841 – Den Haag, 7 februari 1924) was een Nederlands kunstschilder, etser en lithograaf. Hij werd beïnvloed door de Haagse School.

## Leven en werk
Jhr. mr. C.N. Storm van 's Gravesande, lid van de familie Storm van 's Gravesande, stamde uit een aristocratisch milieu. Hij werd geboren in Breda, maar bracht zijn jeugd door in Deventer. Hij had al vroeg artistieke ambities. Zo volgde hij in Deventer tekenles bij Jan Striening, waarvan diverse tekeningen en aquarellen van rondom Deventer bewaard zijn gebleven. Zijn vader eiste echter dat hij rechten zou gaan studeren. Daartoe ging hij naar Leiden, waar hij in 1865 zelfs promoveerde. Na zijn studie koos hij alsnog voor de schilderkunst, tegen de zin van zijn familie. In 1868 trok hij naar Brussel, waar hij in de leer ging bij Willem Roelofs, Paul Gabriël en Félicien Rops. Rops was ook degene die hem de kunst van het etsen leerde. In 1893 ging hij naar Den Haag en kwam daar onder invloed van de schilders van de Haagse School.
Het schilderwerk van Storm van 's Gravesande omvat sterk impressionistische Hollandse landschappen waarin duidelijk de invloed van Rops, Roelofs en de Haagse School zichtbaar is. Op latere leeftijd maakte hij ook veel zeegezichten, interieurs en meer realistische stillevens. Met een van zijn stillevens won hij een gouden medaille tijdens de Wereldtentoonstelling van 1900 te Parijs.
Storm van 's Gravesande staat echter vooral bekend als een kunstenaar die aan het einde van de negentiende eeuw sterk bijdroeg aan de wederopleving van het etsen als op zichzelf staande kunstvorm. Hij maakte meer dan 400 etsen, vooral landschappen. stadsgezichten en zeegezichten. In 1885 was hij medeoprichter van de Nederlandse etsclub. Ook werkte hij als lithograaf, waarbij hij gold als een der eersten die aluminium platen gebruikten. Storm van 's Gravesande exposeerde met name zijn etsen en litho's met veel succes op internationale tentoonstellingen, onder andere in 1897 in de Salon du Champ de Mars te Parijs en daaropvolgende in het Glaspalast te München, dat meteen enkele van zijn werken aankocht. Zijn etsen en litho's bevinden zich thans in de collecties van grote musea, waaronder het Detroit Institute of Arts en het British Museum in Londen.
Storm van 's Gravesande was in het buitenland bekender dan in Nederland, mede omdat hij het grootste deel van zijn leven woonde in Brussel en veel reisde en verbleef in Parijs, Wiesbaden, Keulen en Berlijn. Toen de zieke James McNeill Whistler in 1902 in Nederland verbleef, logeerde hij bij Storm van 's Gravesande in Den Haag. Storm van 's Gravesande overleed in 1924, 83 jaar oud. Zijn werk is onder andere te zien in Rijksmuseum Amsterdam, het Teylers Museum, Museum De Waag, het Drents Museum en het Breda's Museum, maar ook in tal van musea in het buitenland.

## Galerij

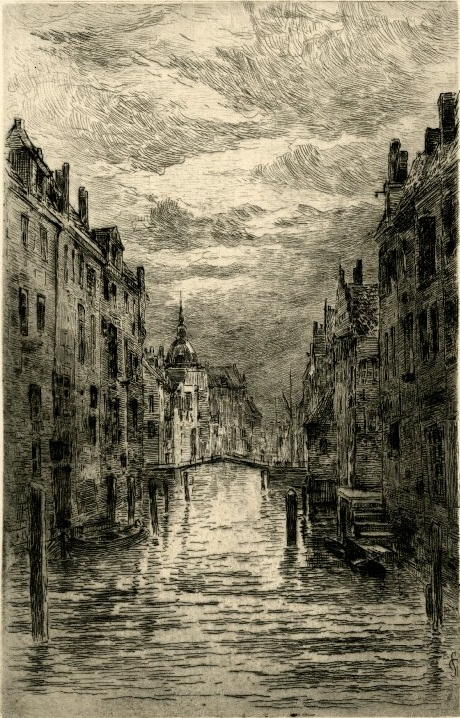
Oude Haven te Dordrecht, ets
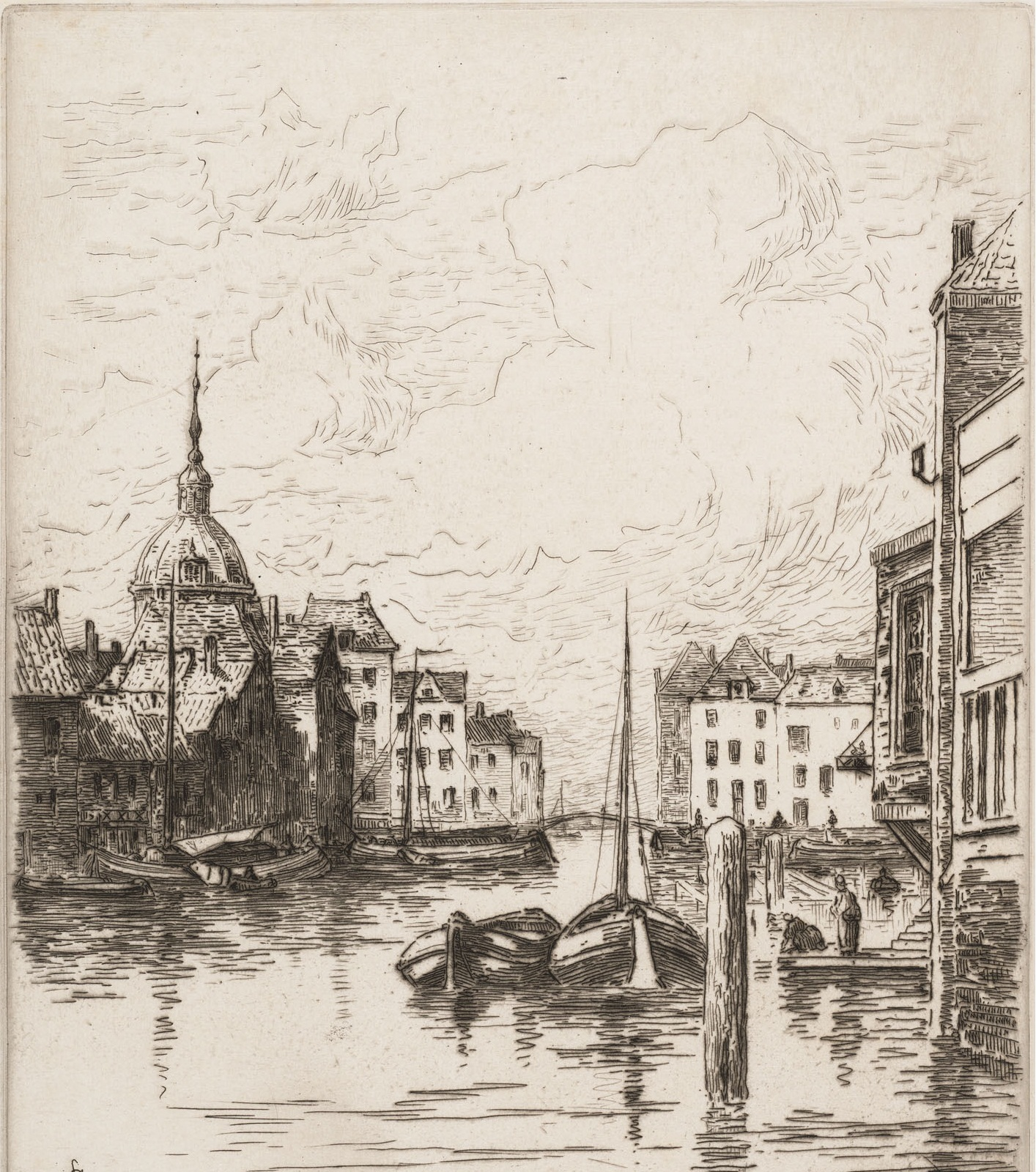
Wijnhaven te Dordrecht, ets
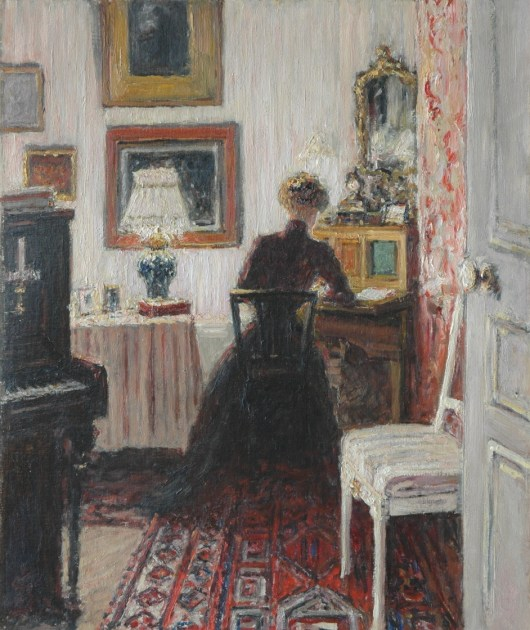
Interieur met Lily Clifford, Parijs
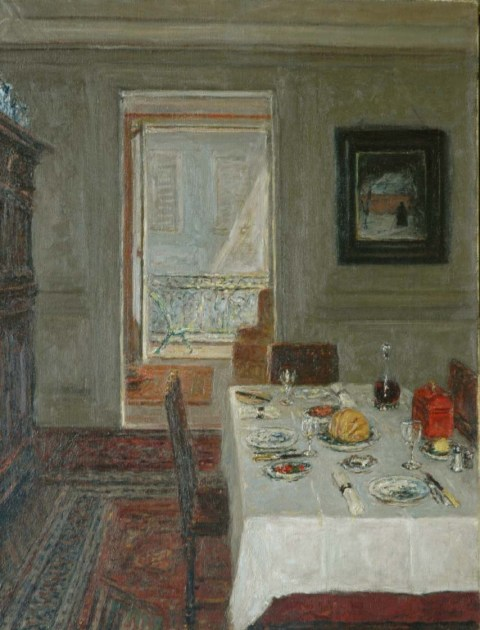
Feesttafel ten huize van de schilder te Brussel
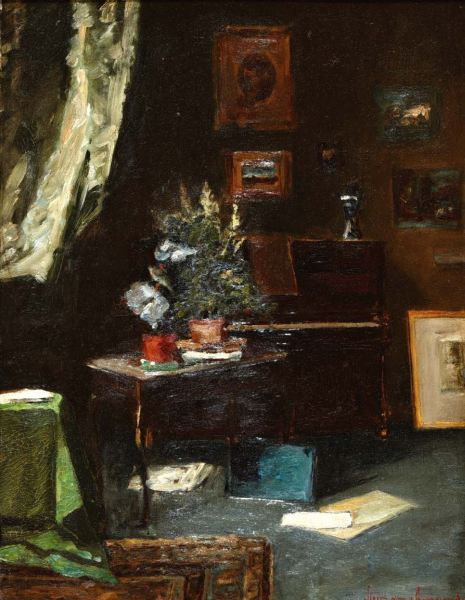
Mijn studio in Brussel
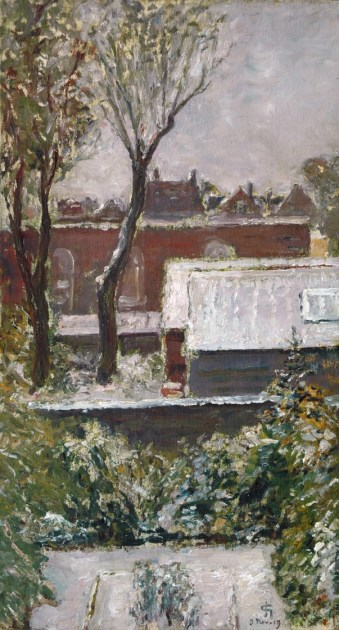
Gezicht op tuinen en huizen (1919)
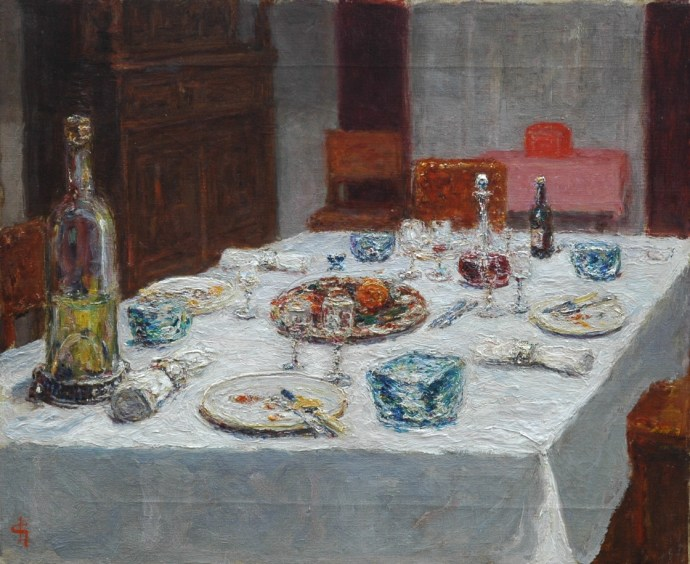
Feestdis
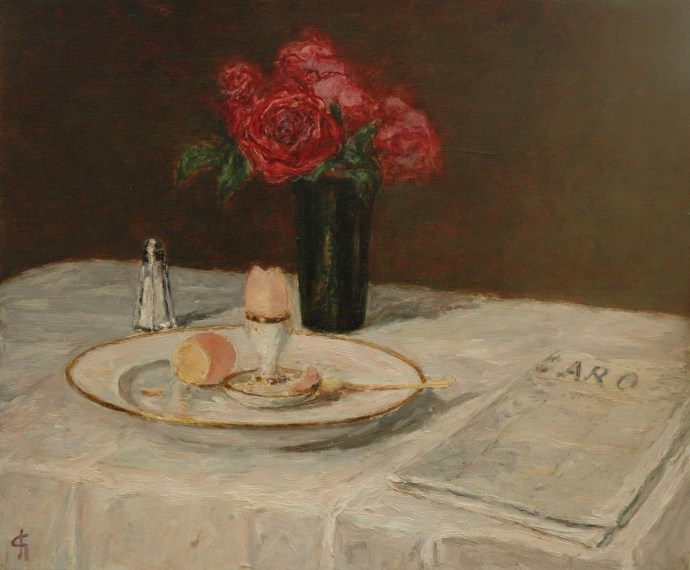
Het ontbijt
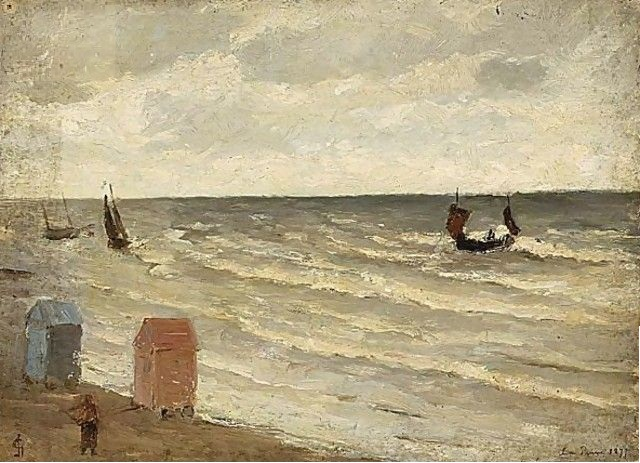
De Panne
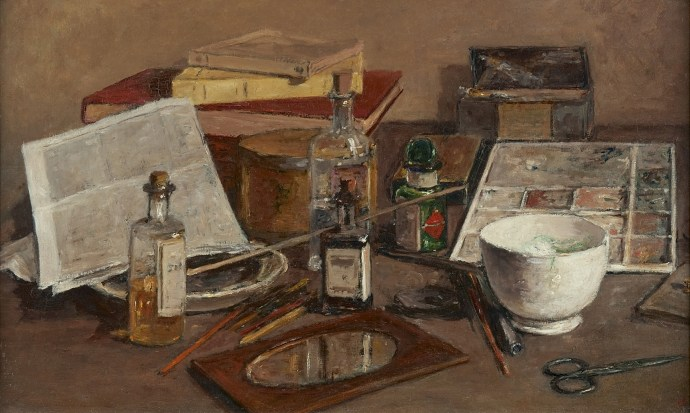
Atelierstilleven